# Confédération Européenne de Scoutisme
Die Confédération Européenne de Scoutisme (CES, Europäische Konföderation der Pfadfinderbewegung) ist ein internationaler Pfadfinderverband, in dem sich Pfadfinderverbände aus sieben europäischen Ländern zusammengeschlossen haben mit der Rechtsform a.i.s.b.l. Die genaue Mitgliederzahl der CES ist unbekannt, Schätzungen liegen zwischen 12.000 und 15.000 Mitgliedern (einschließlich ZHR).
Die Organisation wurde 1978 von mehreren Verbänden gegründet, die zuvor der Fédération du Scoutisme Européen beziehungsweise der Union Internationale des Guides et Scouts d’Europe angehört hatten und aus dieser nach Auseinandersetzungen über die religiöse Bindung der Gruppen ausgeschlossen worden waren oder sie aus dem gleichen Grund freiwillig verlassen hatten.
In den folgenden Jahren schlossen sich der CES verschiedene weitere Verbände mit unterschiedlicher Herkunft und Tradition an.

## Mitgliedsverbände
Die Mitgliedsverbände kommen aus sieben Ländern. Mitglieder der CES sind (Stand 2015):
- Belgien – Europe et Scoutisme
- Deutschland – Bund Europäischer Pfadfinder (BEP)
- Großbritannien – FSE European Scout Federation (British Association)
- Italien – Federazione Scautistica Italia (Dachverband mit zwei Mitgliedsorganisationen)
- Niederlande – FSE Federatie Scouting Europa Nederland
- Polen – Związek Harcerstwa Rzeczypospolitej (ZHR; assoziiertes Mitglied)
- Spanien – Organizacion Juvenile Espanola (OJE; assoziiertes Mitglied)

Ehemals der CES angeschlossen waren:
- Frankreich – Fédération Française de Scoutisme (FFDS; Dachverband mit Mitgliedsgruppen in Deutschland)
- Italien – Federazione Scautistica Italiana (FEDERSCOUT; Dachverband)
- Polen – Związek Harcerstwa Rzeczypospolitej (ZHR; assoziiertes Mitglied)
- Portugal – Associação das Guias e Escuteiros da Europa (AGEE)
- Spanien – Confederación española de federaciones y asociaciones scouts (CEFAS; Dachverband)